# 루이 주베

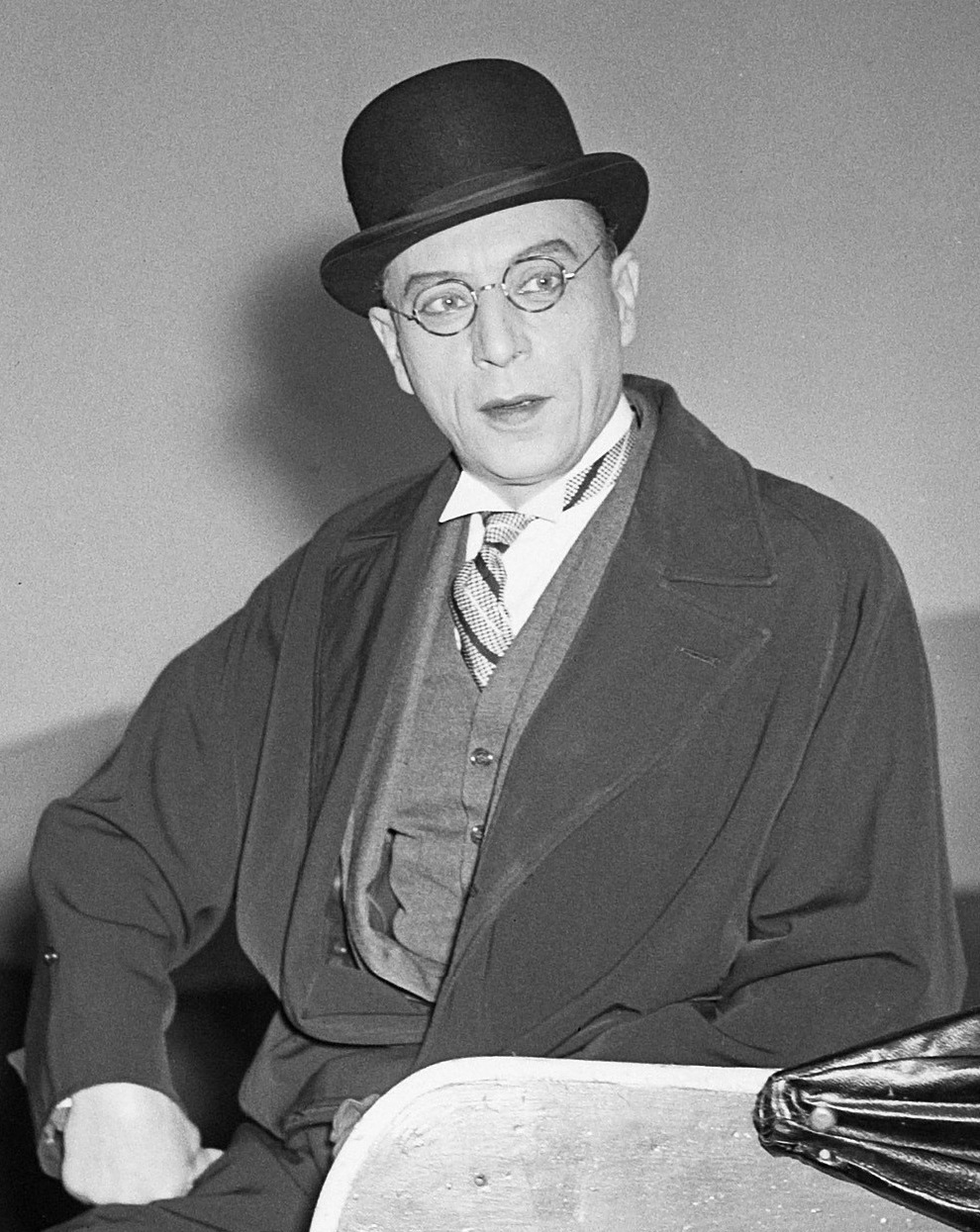

루이 주베(Louis Jouvet, 1887년 12월 24일 ~ 1951년 8월 16일)는 프랑스의 배우 및 연출가다.
일찍이 배우를 지망하여 국립연극학교에 몇 번 응시했으나 그때마다 떨어져, 삼류극장에서 멜로드라마의 조연을 하고 있을 때 코포의 권유로 무대감독으로서 뷰 콜롱비에 극장의 창립에 참가하고 얼마 후에는 연출·장치에 있어서 코포의 한 팔이 되었을 뿐만 아니라, 그 개성적이고 특이한 연출력도 발휘했다.
그러나 후일 끝내 소극장에 들어앉아 순수성을 지키려는 코포와 충돌하고 발란틴 테시에나 류센 보갈과 함께 그 당시 가장 화려하였던 '샹젤리제 극장' 안의 중극장(中劇場) '코메디 데 샹젤리제'로 옮겨, 무대의 허구(虛構)를 역용, 엄밀히 계산된 명쾌한 연출과 연기로 라틴적 지적 시정(知的詩情)을 낳았다. 쥘 로맹의 <크노크>나 아샤르의 <달님, 장>에서 명연기를 보였을 뿐만 아니라, 극작가 지로두를 낳았고, 한평생 그와 떨어질 수 없는 협력자가 됐다. 고전의 상연에도 뛰어나, 특히 몰리에르의 <신부학교> <돈주앙> <타르튀프> 등에 독창적인 해석을 부여했다. 1934년부터는 '아르테네 극장'으로 옮겨가, 코메디 프랑세즈의 기술고문 또는 국립 연극학교 교수로 일했다. 2차대전 후에는 주네의 <하녀들>과 같은 난해한 작품을 연출하였다.